# Megymenum
Megymenum – rodzaj pluskwiaków z podrzędu różnoskrzydłych i rodziny Dinidoridae. Obejmuje 23 opisane gatunki.

## Morfologia
Pluskwiaki o ciele w zarysie prawie jajowatym do lekko podługowatego, lekko wypukłym po stronie grzbietowej i silniej wypukłym po stronie brzusznej.
Głowa jest trójkątna w zarysie, ma wklęsły wierzch i sinusoidalne, przed oczami wyciągnięte w parę ostrych kolców, ząbków lub wypukłości brzegi boczne. Płytki żuwaczkowe są wydłużone przed przedustek i tam stykają się ze sobą, niekiedy pozostawiając jednak wcięcie na wierzchołku. Wierzchołek płytek żuwaczkowych jest ścięty lub zaokrąglony. Owłosienie występuje tylko na brzegach głowy. Oczy złożone są szypułkowate. Odległość między przyoczkami jest zbliżona do odległości między przyoczkiem a brzegiem oka złożonego. Czułki zbudowane są z czterech członów, z których pierwszy nie dochodzi do wierzchołka głowy. Skleryty intersegmentalne między członami czułków są dobrze widoczne. Sięgająca w spoczynku do przedniej krawędzi zapiersia kłujka zbudowana jest z czterech członów, z których drugi jest najdłuższy. Bukule są wyniesione, płatowate, zaokrąglone.
Poprzeczne, mniej lub bardziej trapezowate do prawie prostokątnego przedplecze ma zwykle na przednim brzegu obrączkę apikalną o zaostrzonych, ząbkowatych lub kolcowatych narożach. Szerokość przodu przedplecza jest ponad dwukrotnie większa niż głowy. Największą szerokość dysk przedplecza osiąga w okolicy środka długości. Krawędzie przednio-boczne wyciągnięte są w duże płaty, a krawędzie tylno-boczne proste, faliste lub wyciągnięte w mniejsze płaty. Niesięgająca do środka długości odwłoka tarczka ma jamkowate wciski w kątach przednich oraz prosty lub zaokrąglony brzeg wierzchołkowy. Półpokrywy mają mniej więcej tak długie jak tarczka przykrywki i dochodzące w pobliże końca odwłoka zakrywki. W skrzydle tylnym wspólny pień żyłki subkostalnej i radialnej najbliżej przedniej żyłki kubitalnej biegnie w części nasadowej; w części środkowej żyłki te są od siebie oddalone. Głęboki rowek biegnie środkiem śródpiersia. Gruczoły zapachowe zatułowia mają duże kanaliki wyprowadzające. Na metapleurach znajdują się dobrze widoczne, duże ewaporatoria. Odnóża zwieńczone są trójczłonowymi stopami.
Odwłok ma odsłonięte listewki brzeżne z tylno-bocznymi kątami segmentów wyciągniętymi w płaty lub guzki. Genitalia samca mają słabo zesklerotyzowany edeagus o parzystej części wierzchołkowej, a spośród wyrostków koniunktywy dobrze rozwinięte jedynie te pary brzuszno-bocznej. Genitalia samicy mają przewód spermateki o krótkiej części rurkowatej i dużej, zaopatrzonej w skleryty części workowatej.

## Ekologia i występowanie
Wszystkie gatunki są fitofagami ssącymi. Ekologia jest słabo zbadana. Wśród poznanych roślin pokarmowych larw wymienia się przedstawicieli dyniowatych, męczennicowatych i wyćwiklinkowatych.
Rodzaj ten zamieszkuje południowy wschód krainy palearktycznej, całą krainę orientalną i północną część krainy australijskiej. Rozmieszczony jest od Indii, Bangladeszu, Chin, Korei, Japonii i Tajwanu przez Sri Lankę, Mjanmę, Kambodżę, Tajlandię, Laos, Wietnam, Malezję, Filipiny, Singapur, Indonezję i Papuę-Nową Gwineę po Wyspy Salomona, Australię i Vanuatu. Z Australii podawane są trzy gatunki.

## Taksonomia
Takson ten wprowadzony został w 1831 roku przez Félixa Édouarda Guérina-Méneville’a. W pierwszej połowie XX wieku dzielony bywał na cztery podrodzaje: Anoplocephala, Megalymenum s.str., Pissistes i Pseudaradus, jednak wyniki analizy kladystycznej Anny Kocorek i Jerzego A. Lisa z 2000 roku nie wskazują na zasadność takiego podziału. Wyniki te natomiast potwierdziły monofiletyzm całego rodzaju, wskazując cztery jego autapomorfie, oraz umieściły go jako siostrzany względem rodzaju Doesbergiana.
Do rodzaju tego zalicza się 23 opisane gatunki:

- Megymenum affine Boisduval, 1835
- Megymenum anacanthum Vollenhoven, 1868
- Megymenum aruensis Kocorek & Danielczok, 2002
- Megymenum basale Walker, 1868
- Megymenum brevicornis (Fabricius, 1787)
- Megymenum confusum Kocorek & J. Lis, 2000
- Megymenum dentatum Guérin, 1831
- Megymenum distanti Kocorek & Ghate, 2012
- Megymenum dohrni Lis, 1990
- Megymenum gracilicorne Dallas, 1851
- Megymenum lisi Kocorek, 2000
- Megymenum megaspinosum Kocorek, 2000
- Megymenum mekongum Distant, 1921
- Megymenum obliquum Schouteden, 1913
- Megymenum parallelum Vollenhoven, 1868
- Megymenum pratti Distant, 1911
- Megymenum quadratum Vollenhoven, 1842
- Megymenum rectangulatum Breddin, 1901
- Megymenum salebrosum J.A. Lis, 1992
- Megymenum semivestitum Vollenhoven, 1868
- Megymenum severini Bergroth, 1892
- Megymenum spinosum (Burmeister, 1834)
- Megymenum sumatranum Kocorek & Lis, 2008